# Erratomyces smithiae
Erratomyces smithiae är en svampart som först beskrevs av Thirum., V.V. Bhatt, G.W. Dhande & Patel, och fick sitt nu gällande namn av M. Piepenbr. & R. Bauer 1997. Erratomyces smithiae ingår i släktet Erratomyces och familjen Tilletiaceae.   Inga underarter finns listade i Catalogue of Life.